# Boadicea (Lied)
Boadicea ist ein Lied der irischen Sängerin Enya, das von ihr gemeinsam mit ihrem Produzenten Nicky Ryan sowie Roma Ryan für den Dokumentarfilm The Celts des britischen Fernsehsenders BBC geschrieben und auf ihrem Debütalbum Enya veröffentlicht wurde. Bei dem Lied handelt es sich um ein Instrumentalstück mit einer gesummten Melodie, die von der Sängerin vorgetragen wird. Boadicea ist der Name einer Königin und Heerführerin, die in den Jahren 60 bis 61 den letztlich erfolglosen Boudicca-Aufstand gegen die römischen Besatzer anführte.
Obwohl das Lied nie als Single veröffentlicht wurde, erlangte es als Audiosample des Liedes Ready or Not der Fugees 1996 sowie 2004 ebenfalls als Sample des von Mario Winans und P. Diddy gesungenen Liedes I Don’t Wanna Know internationale Bekanntheit und Chart-Erfolge.

## Geschichte
Boadicea wurde von Enya, ihrem Produzenten Nicky Ryan sowie Roma Ryan für den britischen Fernsehsender BBC gemeinsam mit weiteren Liedern für den Dokumentarfilm The Celts im Jahr 1986 geschrieben. The Celts erschien 1986 als sechsteilige Fernsehserie über das Leben der Kelten mit einem Soundtrack, der vollständig von Enya, der ehemaligen Sängerin der irischen Band Clannad, komponiert wurde. Enya veröffentlichte das Lied gemeinsam mit den meisten weiteren Liedern der Serie auf ihrem Debüt-Album Enya 1986 sowie erneut auf dem Compilation-Album The Very Best of Enya 2009.
Im Jahr 1992 wurde das Lied Boadicea für den Soundtrack des Films Sleepwalkers (deutscher Titel Schlafwandler) von Stephen King genutzt und hier sowohl für die Eingangssequenz wie auch im Film und im Abspann eingesetzt. Weitere Verwendungen fand das Lied in dem südkoreanischen Film Tell Me Something (Telmisseomding) sowie in der Fernsehserie Criminal Minds (Folge Ashes and Dust, 2. Staffel).

## Cover und Sampler

### Fugees
1996 nutzte die Band Fugees, bestehend aus Wyclef Jean, Lauryn Hill und Pras Michel, das Lied als Sample für ihren Hit Ready or Not, allerdings ohne Enya vorab um Erlaubnis zu fragen. Enya verzichtete auf eine Klage, ihr Name wurde jedoch nachträglich auf die Platten aufgeklebt. Ready or Not wurde ein internationaler Erfolg und erreichte in zahlreichen Ländern Top-Positionen in den Charts. So war er Nummer-eins-Hit der britischen Singlecharts, gelangte auf die Nummer 2 in Enyas Heimatland Irland und kam auch in den meisten anderen europäischen Ländern in die Top 10. In den USA erreichte er Platz 69 in den Billboard Hot 100 und Platz 22 in den Billboard Hot R&B/Hip-Hop Songs.

### Deutschsprachige Adaptionen
Bereits 1990 bediente sich das deutsche Synthie-Pop-Duo Wolfsheim an dem Stück und schrieb eine deutschsprachige Fassung mit dem Titel Über grüne Wiesen. Das Stück entstand schon 1990 in Zusammenarbeit mit dem Schweizer Musiker Carlos Perón, wurde aber seinerzeit nicht veröffentlicht. Durch die späteren Konflikte zwischen den beiden Wolfsheim-Mitgliedern Peter Heppner und Markus Reinhardt wurde der Titel zunächst nach der Auflösung des Duos weiterhin unter Verschluss gehalten. Erst 2014 wurde das Stück erstmals auf dem Sampler Der Eisenberg Sampler – Vol. 4 offiziell veröffentlicht. Der deutsche Text sowie die Produktion entstammt der Zusammenarbeit von Heppner und Perón.
2011 wurde ein kleiner Auszug als Sample im Lied Der erste Winter der deutschen Sängerin Cassandra Steen genutzt, welches auf dem Album Mir so nah erschien. Außerdem benutzte der deutsche Rapper Fler 2020 „das ikonische Summen“ für sein Lied Lost mit Sido.

### Weitere Coverversionen
Die US-amerikanische Progressive-Power-Metal-Band Crimson Glory interpretierte das Stück auf ihrem 1999 erschienenen Album Astronomica neu und nutzte es als Intro mit dem Titel March to Glory. 
2004 wurde das Lied erneut als Sample von zwölf Noten genutzt, diesmal in dem Lied I Don’t Wanna Know, das von Mario Winans aufgenommen wurde. Dieses Lied erreichte ebenfalls international Positionen an der Spitze der Charts, u. a. war es Nummer-eins-Hit in Großbritannien und Deutschland sowie Nummer 2 in den USA. Enya erhielt 60 % der Einnahmen und wurde als teilnehmende Künstlerin genannt, sodass das Lied offiziell von Mario Winans feat. P. Diddy & Enya erschien.
Im Jahre 2008 veröffentlichte der italienische DJ Francesco Zeta unter dem Namen Fairyland eine Hardstyle-Version des Lieds.
| Jahr | Titel Interpret                                       | Höchstplatzierung, Gesamtwochen, AuszeichnungChartplatzierungen (Jahr, Titel, Interpret, Platzierungen, Wochen, Auszeichnungen, Anmerkungen) | Höchstplatzierung, Gesamtwochen, AuszeichnungChartplatzierungen (Jahr, Titel, Interpret, Platzierungen, Wochen, Auszeichnungen, Anmerkungen) | Höchstplatzierung, Gesamtwochen, AuszeichnungChartplatzierungen (Jahr, Titel, Interpret, Platzierungen, Wochen, Auszeichnungen, Anmerkungen) | Höchstplatzierung, Gesamtwochen, AuszeichnungChartplatzierungen (Jahr, Titel, Interpret, Platzierungen, Wochen, Auszeichnungen, Anmerkungen) | Höchstplatzierung, Gesamtwochen, AuszeichnungChartplatzierungen (Jahr, Titel, Interpret, Platzierungen, Wochen, Auszeichnungen, Anmerkungen) | Anmerkungen                           |
| Jahr | Titel Interpret                                       | DE | AT | CH | UK | US | Anmerkungen                           |
| ---- | ----------------------------------------------------- | --- | --- | --- | --- | --- | ------------------------------------- |
| 1996 | Ready or Not Fugees                                   | DE8 (15 Wo.)DE | AT17 (12 Wo.)AT | CH23 (10 Wo.)CH | UK1 Platin · (15 Wo.)UK | — | Erstveröffentlichung: 29. August 1996 |
| 2004 | I Don’t Wanna Know Mario Winans feat. P. Diddy & Enya | DE1 Gold · (15 Wo.)DE | AT6 (20 Wo.)AT | CH2 (25 Wo.)CH | UK1 Silber (Physisch) + Silber (Digital) · (15 Wo.)UK                                                                                        | US2 Gold · (30 Wo.)US | Erstveröffentlichung: 25. Mai 2004    |